# Cantonul Monistrol-sur-Loire
Cantonul Monistrol-sur-Loire este un canton din arondismentul Yssingeaux, departamentul Haute-Loire, regiunea Auvergne, Franța.

## Comune
- Beauzac
- La Chapelle-d'Aurec
- Monistrol-sur-Loire (reședință)
- Saint-Maurice-de-Lignon